# 2015年英格蘭全國羽毛球錦標賽
2015年英格蘭全國羽毛球錦標賽（English National Badminton Championships 2015），為第52屆英格蘭全國羽毛球錦標賽，是英格蘭國內最高級別的羽毛球比賽。本屆賽事於2015年1月30日至2月1日在英格蘭克劳利K2 Crawley舉行。

## 項目獎牌榜
以下為各項目的優勝者名單：
| 項目     | 金牌                            | 银牌                         | 铜牌                              |
| 男子單打 | 山姆·帕森斯                     | 安德鲁·史密斯                | 亚历克斯·莱恩                     |
| 男子單打 | 山姆·帕森斯                     | 安德鲁·史密斯                | Darren Adamson                    |
| 女子單打 | 妮古拉·塞尔方蒂尼               | 方丹·米卡·查普曼             | 克洛伊·比尔切                     |
| 女子單打 | 妮古拉·塞尔方蒂尼               | 方丹·米卡·查普曼             | Lydia Powell                      |
| 男子雙打 | 马库斯·埃利斯 克里斯·兰格瑞奇   | 马修·诺丁汉 哈雷·陶勒        | 本·莱恩 肖恩·文迪                 |
| 男子雙打 | 马库斯·埃利斯 克里斯·兰格瑞奇   | 马修·诺丁汉 哈雷·陶勒        | 彼得·布里格斯 汤姆·沃尔芬登       |
| 女子雙打 | 希瑟·奥利弗 劳伦·史密斯         | Jennifer Moore Viki Williams | 劉飛騰 Kirby Ngan                 |
| 女子雙打 | 希瑟·奥利弗 劳伦·史密斯         | Jennifer Moore Viki Williams | 海伦娜·卢森斯卡 艾米莉·韦斯特伍德 |
| 混合雙打 | 克里斯·爱德考克 加布里·爱德考克 | 加里·福克斯 劳伦·史密斯      | 本·莱恩 杰西卡·皮尤               |
| 混合雙打 | 克里斯·爱德考克 加布里·爱德考克 | 加里·福克斯 劳伦·史密斯      | 哈雷·陶勒 艾米莉·韦斯特伍德       |